# Labahitha garciai
Espèce
Synonymes
- Filistata garciai Simon, 1892
- Filistata pulchella Simon, 1893
- Pritha heikkii Saaristo, 1978
- Pritha sechellana Benoit, 1978

Labahitha garciai est une espèce d'araignées aranéomorphes de la famille des Filistatidae.

## Distribution
Cette espèce se rencontre aux Philippines, en Malaisie, à Singapour, en Papouasie-Nouvelle-Guinée et aux Seychelles.

## Description
Le mâle syntype mesure 4,5 mm et la femelle paratype 5 mm.
Le mâle décrit par Magalhaes, Berry, Koh et Gray en 2022 mesure 3,16 mm et la femelle 4,22 mm.

## Systématique et taxinomie
Cette espèce a été décrite sous le protonyme Filistata garciai par Simon en 1892. Elle est placée dans le genre Pritha par Lehtinen en 1967 puis dans le genre Labahitha par Magalhaes, Berry, Koh et Gray en 2022.
Filistata pulchella a été placée en synonymie par Lehtinen en 1967.
Pritha heikkii et Pritha sechellana ont été placées en synonymie par Magalhaes, Berry, Koh et Gray en 2022.

## Étymologie
Cette espèce est nommée en l'honneur de Regino Garcia.

## Publication originale
- Simon, 1892 : « Arachnides. Étude sur les Arthropodes cavernicoles de île Luzon, Voyage de M. E. Simon aux îles Philippines (Mars et avril 1890). » Annales de la Société Entomologique de France, vol. 61, p. 35–52 (texte intégral).